# Place Gozlin
La place Gozlin, ou place Sainte-Marguerite-Saint-Germain, est ancienne une voie du 6e arrondissement de Paris, en France.

## Situation et accès
Longue de 40 mètres, elle commençait aux no 2, rue du Four et au no 46 rue de Buci pour finir aux nos 11 et 14 rue Sainte-Marguerite (rue Gozlin après 1864). 
La rue était également reliée à la rue Cardinale par le passage de la Petite-Boucherie. La rue de l'Échaudé et la rue des Boucheries Saint-Germain (incorporée à la rue de l'École-de-Médecine en 1849, supprimée en 1866) se terminaient également sur la place.
Elle faisait partie de l'ancien 10e arrondissement, quartier de la Monnaie. Elle est incorporée au 6e arrondissement, quartier Saint-Germain-des-Prés, après la réorganisation de 1860.

## Origine du nom
La rue et la place Sainte-Marguerite portaient le nom de Marguerite d'Antioche, en référence au clocher Sainte-Marguerite, situé au sud de l'abbatiale de Saint-Germain-des-Près. L'épithète « Saint-Germain » permettait de différencier la rue Sainte-Marguerite-Saint-Germain de la rue Sainte-Marguerite-Saint-Antoine (actuelle rue Trousseau).
Comme la rue Gozlin, cette voie portait le nom de l'évêque Gozlin, abbé de Saint-Germain-des-Prés au IXe siècle et défenseur de Paris.

## Historique
Sur l'atlas de Verniquet, ce n'est qu'une partie de la rue Sainte-Marguerite. Cette rue a été tracée après le comblement du fossé de l'enclos de l'abbaye de Saint-Germain-des-Prés, autorisé en 1635.
La prison de l'Abbaye est construite en 1631 dans l'angle ouest de la place. Elle occupe l’emplacement du pilori de l’abbaye. 
Les registres des contributions de 1791 à 1805 la désignent sous le nom de marché de Bussy.
Une décision ministérielle du 2 messidor an VIII, signée par Louis-Napoléon Bonaparte, prévoit que la place prenne une forme circulaire. Le projet n'est pas réalisée et cette disposition est modifiée par une ordonnance royale du 29 avril 1839, qui assigne à cette voie publique une moindre largeur de 32 mètres. 
En 1854, la prison est démolie et le Grand bazar de l’Abbaye (maison Chervet) est construit sur une partie de son emplacement.
Le 24 août 1864, la place et la rue Sainte-Marguerite sont renommées place et rue Gozlin.
En 1866, la suppression de la place est déclarée publique afin de permettre le percement du boulevard Saint-Germain,. Le plan parcellaire des propriétés à exproprier pour le prolongement du boulevard entre la place Gozlin et la rue d'Erfurth est publié en février 1875. Les matériaux à provenir des démolitions sont adjugés en janvier 1877. Les démolitions de ce secteur sont réalisées en février-avril 1877. Le boulevard est achevé sur toute sa longueur en octobre 1877.

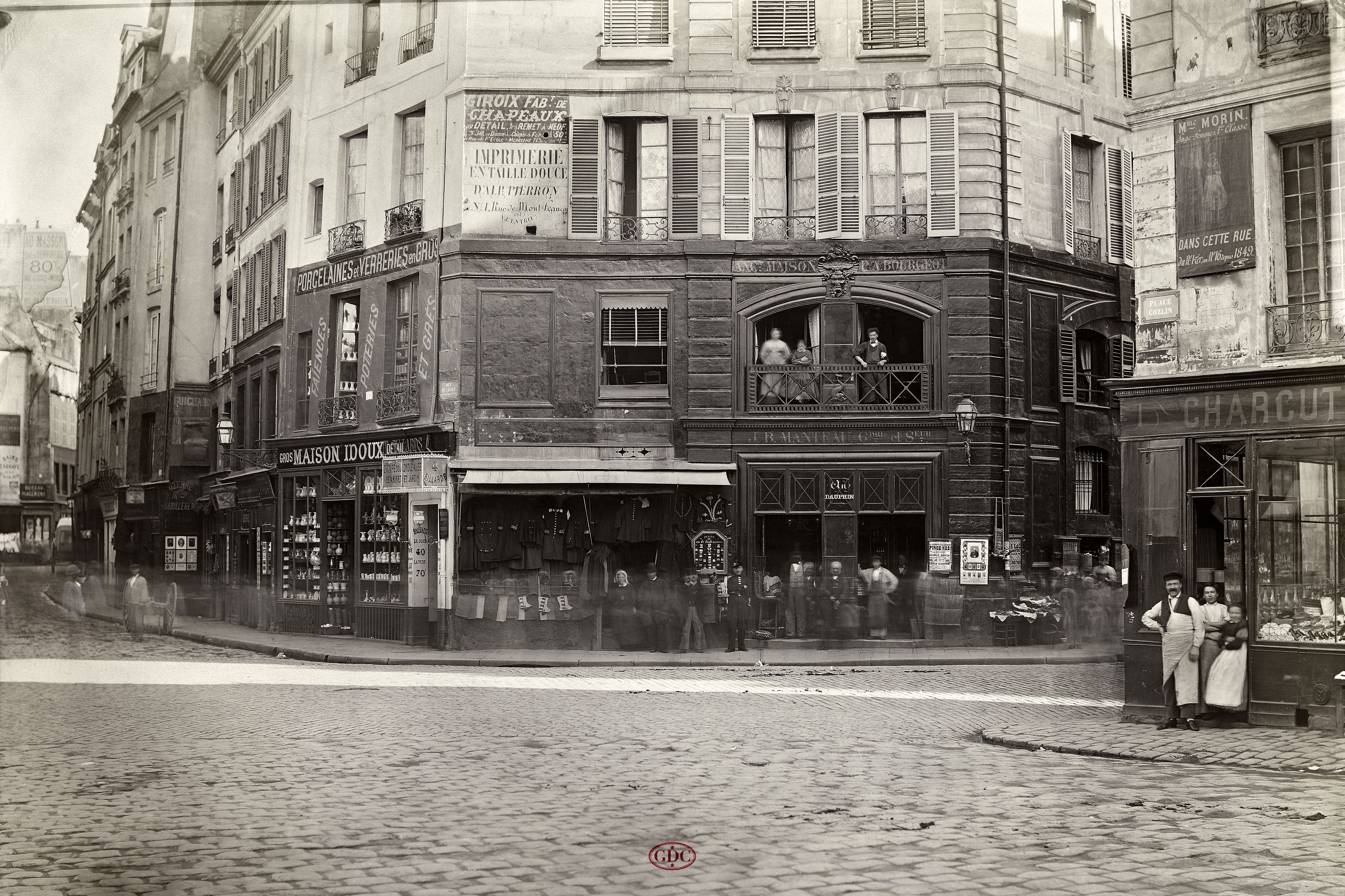
Le carrefour de Buci depuis la place Gozlin, vers 1866.
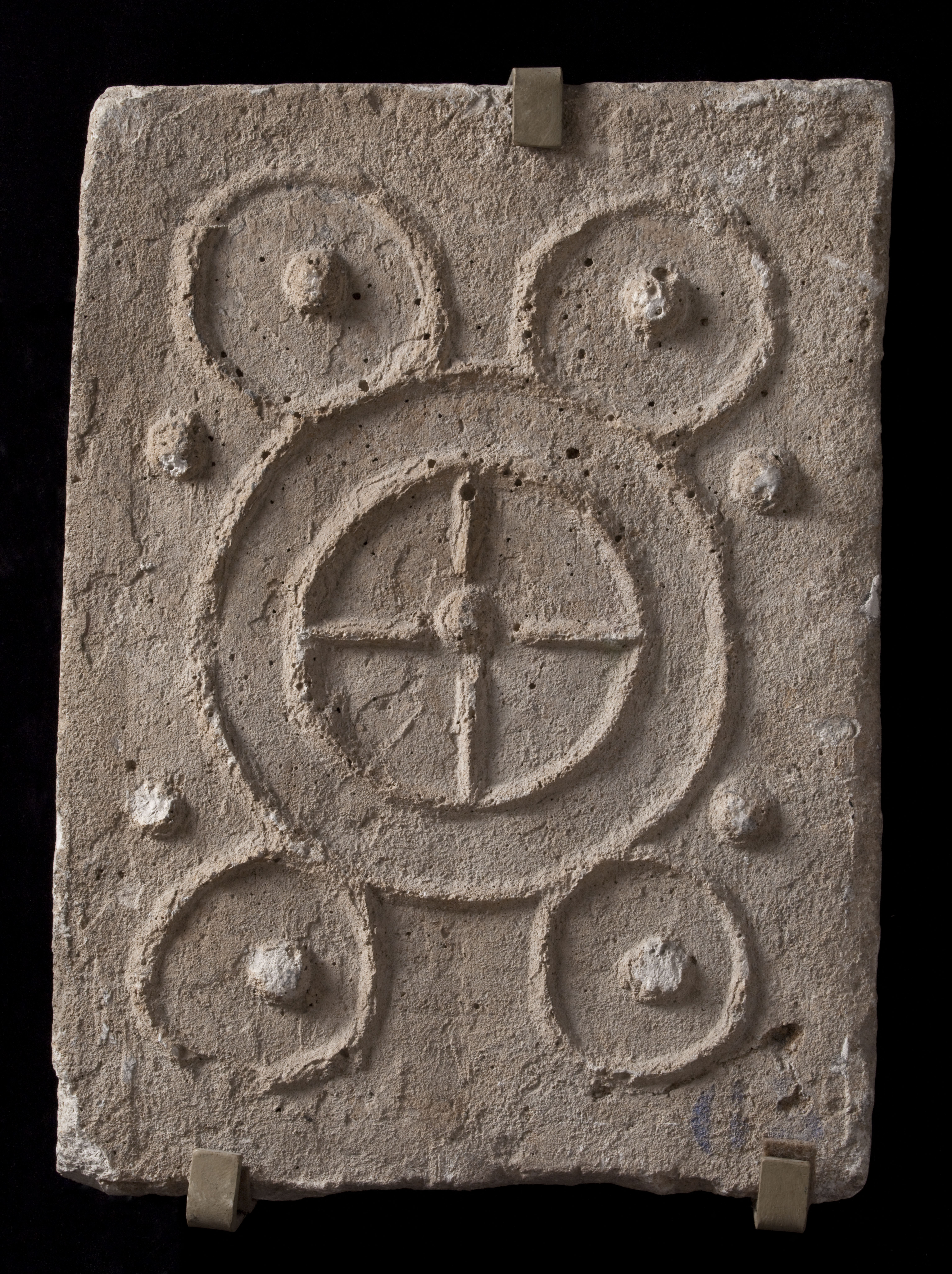
Pied de sarcophage issus des travaux de 1876, Musée Carnavalet.